# Miguel Miramón

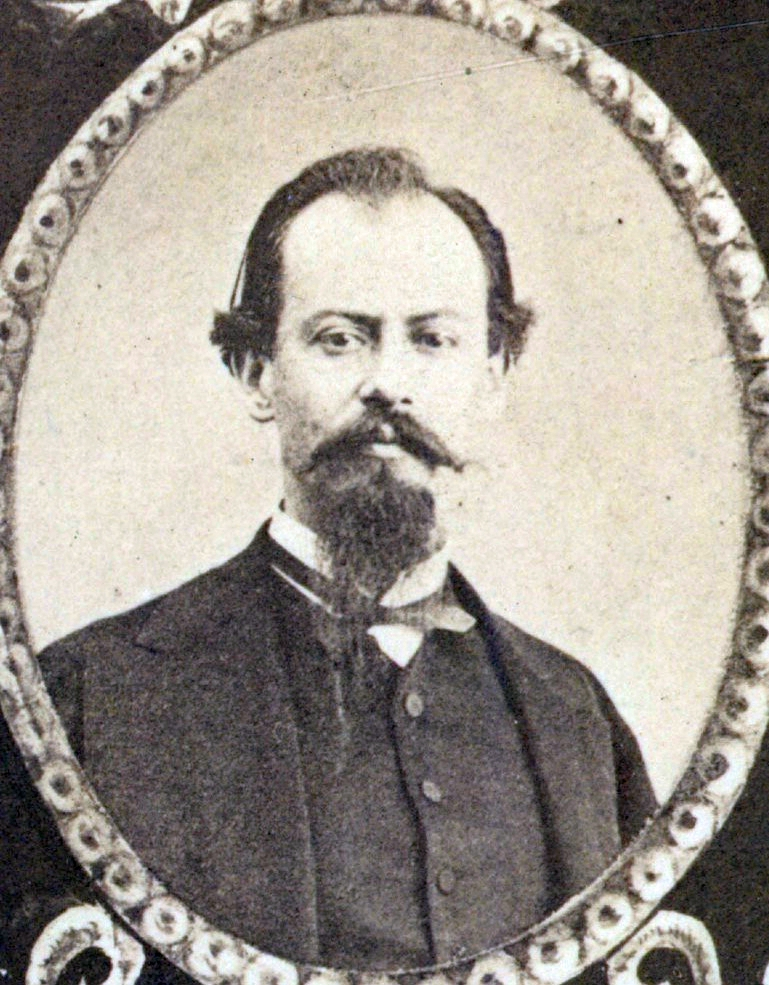
Miguel Miramón

Miguel Miramón (* 29. September 1832 in Mexiko-Stadt; † 19. Juni 1867 in Santiago de Querétaro) war ein mexikanischer General und Politiker.

## Leben
Miguel Miramón diente bereits im Amerikanisch-Mexikanischen Krieg 1847 mit Auszeichnung und wurde 1858 General. Als solcher bewirkte er den Sturz des Präsidenten Ignacio Comonfort.
Mit Hilfe der Klerikalen Partei wurde Miramón am 2. Januar 1859 zum Präsidenten gewählt, doch am 22. Dezember 1860 bei Calpulalpam von den Liberalen unter Jesús González Ortega geschlagen und musste dann Benito Juárez weichen und ins Ausland fliehen.
1862 versuchte er eine Landung mit den Franzosen, wurde von diesen aber zurückgewiesen und nach Europa zurückgeschickt, wo er bis 1866 lebte. Als er den Rücktritt Kaiser Maximilians erwartete, stellte er sich diesem zur Verfügung und kehrte am 10. November 1866 nach Mexiko zurück. 
Am 27. Januar 1867 konnte er in Zacatecas einen Sieg verbuchen. Im Februar 1867 erhielt er das Kommando über die gesamte Infanterie der nur 9.000 Mann starken Armee. Seine Einheiten wurden jedoch am 2. Februar 1867 in San Jacinto im Bundesstaat Aguascalientes von der liberalen Armee vernichtend geschlagen. Etwa 100 Soldaten der französischen Invasionsarmee wurden nach ihrer Gefangennahme außergerichtlich erschossen.
Anfang März begann die Belagerung der Stadt Querétaro durch General Mariano Escobedo, dem es durch den Verrat des Obersts Miguel Lopez am 15. Mai gelang, die Stadt zu nehmen.
Ihm und den Mitangeklagten wurde im Saal des Teatro Iturbide der Prozess gemacht. Miguel Miramón wurde zusammen mit Kaiser Maximilian und General Tomás Mejía am 19. Juni 1867 in Querétaro erschossen.